# Rudolf Peierls
Sir Rudolf Ernst Peierls (Berlijn, 5 juni 1907 – Oxford, 19 september 1995) was een in Duitsland geboren Brits natuurkundige. Peierls had een belangrijke rol in het Britse atoomprogramma.

## Biografie
Peierls was de zoon van Heinrich Peierls en Elizabeth Weigert. Hij studeerde natuurkunde aan de Friedrich-Wilhelm-Universität (de huidige Humboldtuniversiteit) in Berlijn, vanaf 1926 aan de universiteit van München bij Arnold Sommerfeld en vanaf 1928 bij Werner Heisenberg in Leipzig waar hij ook promoveerde. In 1929 was hij assistent bij Wolfgang Pauli in Zürich. Hier en in Leipzig ontwikkelde hij zijn klassieke werk over de vaste stoffysica, en dan met name zijn theorie over positieve ladingdragers ("gaten") in halfgeleiders.
Toen de nationaalsocialisten in 1933 de macht grepen in Duitsland bevond Peierls zich als Rockefeller-postdoc in Cambridge en besloot hij, naar aanleiding van de politieke situatie, niet naar Duitsland terug te keren. Hij werkte met andere emigranten (waaronder Hans Bethe) bij James Chadwick in Manchester aan vraagstukken over de statistische thermodynamica van legeringen. Hij werd daarbij door een steunfonds voor Duitse vluchtelingen financieel ondersteund. Later had hij een betrekking in Cambridge, waar hij werkte aan supergeleiding, superfluïditeit en aan vraagstukken van de kernfysica. In 1937 werd hij benoemd tot hoogleraar aan de universiteit van Birmingham, waar hij in tien jaar tijd een eigen school voor theoretische natuurkunde opbouwde.
Bezorgd over de schijnbare voortgang van het atoomonderzoek in Duitsland en over de mogelijkheid dat het land een atoombom kon bouwen schreef hij samen met de Oostenrijkse emigrant Otto Frisch – een pionier van kernsplijting die eveneens in Birmingham werkte – in 1940 het later zo genoemde "Frisch-Peierls-memorandum". In dit schrijven werd nadrukkelijk gewaarschuwd voor een atoombom in nazi-Duitsland. Frisch had samen met Peierls een bescheiden inschatting gemaakt dat in plaats van tonnen uranium-238 een kilo verrijkt uranium-235 genoeg was om een nucleaire kernreactie tot stand te brengen. Deze hoeveelheid – na later bleek te laag berekend – overtuigde de Britse regering ervan dat de constructie van een atoombom mogelijk was.
Via het MAUD Committee kwam het memorandum ook in handen van de Amerikanen, waar het mede bepalend was voor de oprichting van het Manhattanproject. In 1943 voegde Peierls zich bij het Manhattanproject; hij maakte deel uit van het Britse team samen met Klaus Fuchs die hij hiervoor rekruteerde. Peierls was aanvankelijk werkzaam in New York en later bij het Los Alamos National Laboratory waar hij een significante rol speelde bij de ontwikkeling van de atoombom.
Na de oorlog was Peierls weer werkzaam aan de universiteit van Birmingham en vanaf 1963 aan de universiteit van Oxford, terwijl hij gelijktijdig adviseur was voor het Britse Atomic Energy Research Establishment (AERE) in Harwell. Daarnaast zette hij zich in voor ontwapening en was actief in de Pugwash-beweging. In 1974 ging hij officieel met pensioen hoewel hij in de drie jaar daarna nog regelmatig lezingen gaf aan de universiteit van Washington.
Peierls was sinds 1931 met de Russische natuurkundige Jevgeni Nikolajevna Kannegisser (1908-1986) getrouwd, met wie hij drie dochters en één zoon kreeg. Hij leerde zijn echtgenote in 1930 kennen op een bijeenkomst in Odessa en huwde met haar een jaar later tijdens een verblijf in Leningrad.

## Erkenning
In 1945 werd hij als lid ("Fellow") toegelaten tot de Royal Society, die hem in 1959 de Royal Medal en in 1986 de Copley Medal toekende. In 1946 werd hij onderscheiden als commandeur van de Orde van het Britse Rijk, in 1968 werd hij tot ridder geslagen. Verder werd hij onderscheiden met de Lorentzmedaille (1962), de Max Planck-medaille (1963), de Enrico Fermi-prijs (1980) en de Matteucci Medal (1982).

## Werken
- The Laws of Nature (1955)
- Quantum Theory of Solids (1956)
- Surprises in Theoretical Physics (1979)
- Bird of Passage (1985, memoires)